# Planey
Le Planey est un cours d'eau de la Haute-Saône et un sous-affluent du Rhône par la Semouse, la Lanterne et la Saône.

## Géographie
Le Planey naît sur la commune d'Anjeux et a une longueur de 6,66 km.
Sa source est une résurgence de pertes d'eaux non identifiées, issues d'un système karstique (source « vauclusienne »). Explorée entre 1969 et 1993, la source développe actuellement 200 m jusqu'à une profondeur de −32 m, arrêt sur éboulis instable et peu engageant. Connue des plongeurs, l'exploration est très dangereuse et soumise à l'obligation de prévenir la gendarmerie avant et après chaque plongée.
Le Planey rejoint la Semouse à Varigney, un hameau excentré de la commune de Dampierre-lès-Conflans. La température de l'eau reste constante toute l'année à 11 °C. Chargée en sels, carbonate de calcium, magnésium et de fer peu oxydé, elle offre aux visiteurs ses couleurs bleue-turquoise dont l'intensité varie selon l'heure et la saison. 
À quelques centaines de mètres en aval de sa source, le Planey est rejoint par un ruisseau important : le Dorgeon.
Ce ruisseau, de 9 km de longueur, vient de Fontenois-la-Ville, il traverse les territoires de Betoncourt-Saint-Pancras, Dampvalley-Saint-Pancras, Cuve et Bouligney. Il draine une grande partie du massif du Grand Bois, au Nord de Saint-Loup-sur-Semouse.

## Hydrologie
Les débits du Planey ont été observés durant une période de 12 ans à Anjeux.
Le module de la rivière y est de 1,51 m3/s pour une surface de bassin de 30 km2.